# Aoyama-itchōme (metropolitana di Tokyo)
Aoyama-itchōme (青山一丁目駅?, Aoyama-itchōme-eki) è una stazione della metropolitana di Tokyo che si trova nel quartiere di Minato. La stazione è servita da due linee della Tokyo Metro e una della Toei.